# Brøndby Strand Sogn

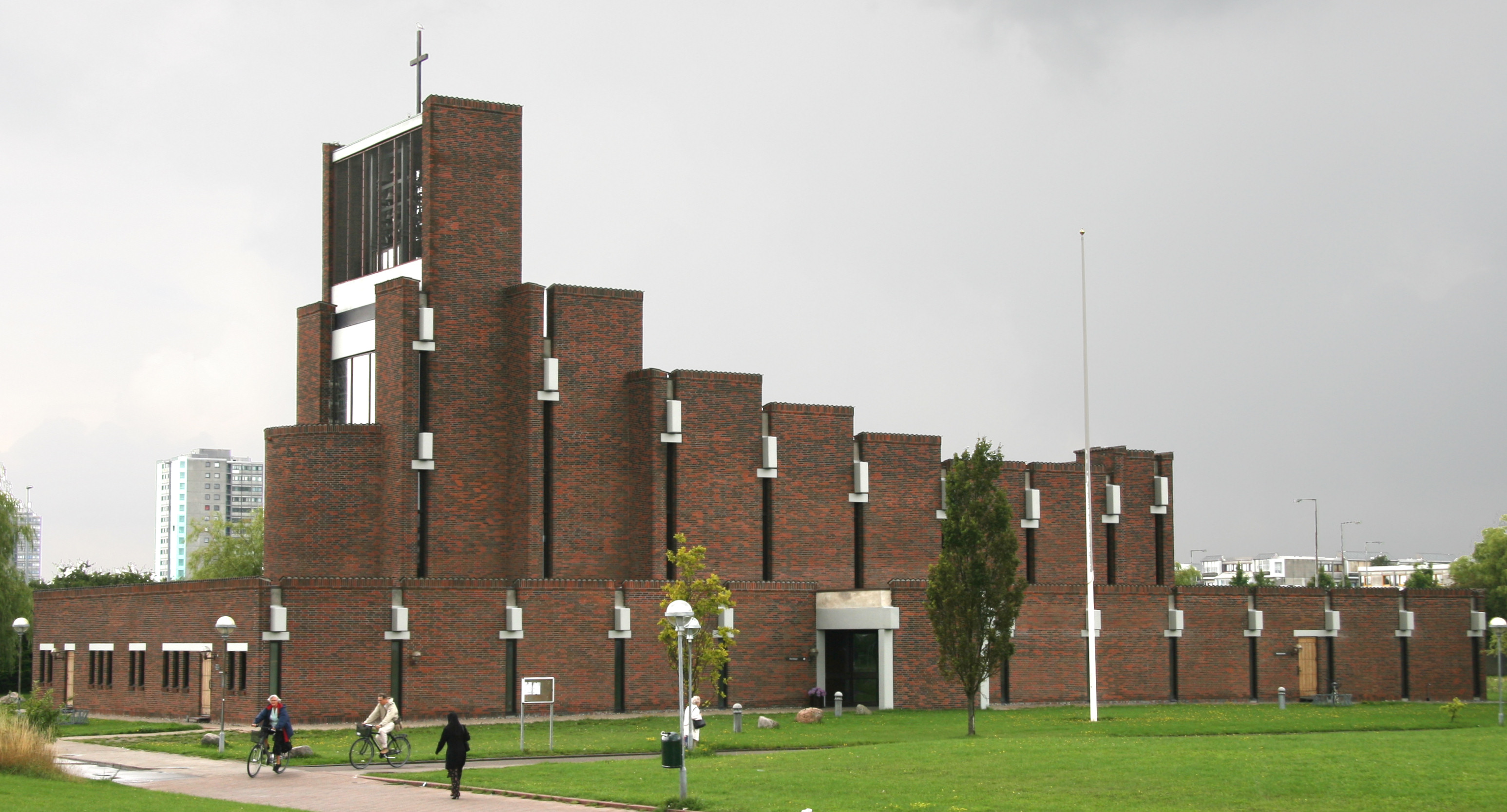
Brøndby Strand Kirke

Brøndby Strand Sogn ist eine Kirchspielsgemeinde (dän.: Sogn) in der Gemeinde Brøndby im Vorortbereich der dänischen Hauptstadt Kopenhagen. Bis 1970 gehörte sie zur Harde Smørum Herred im damaligen Københavns Amt. Mit der Auflösung der Hardenstruktur wurde das Kirchspiel in die Kommune Brøndby aufgenommen, diese blieb mit der Kommunalreform zum 1. Januar 2007 unverändert, gehört aber seitdem zur Region Hovedstaden.
Am 1. Januar 2023 lebten 14.020 Einwohner im Kirchspiel. Auf dem Gebiet des Kirchspiels liegt die „Brøndby Strand Kirke“.
Nachbargemeinden sind im Norden Brøndbyvester, im Osten auf dem Gebiet der Hvidovre Kommune das Kirchspiel Avedøre und im Westen auf dem Gebiet der Vallensbæk Kommune das Kirchspiel Vallensbæk.